# Nipus planatus
Nipus planatus – gatunek chrząszcza z rodziny biedronkowatych i podrodziny Microweiseinae.
Gatunek ten opisany został po raz pierwszy w 1970 roku przez Roberta D. Gordona na łamach „The Coleopterists Bulletin”. Jako miejsce typowe wskazano Salidę w stanie Kolorado.
Chrząszcz o podługowato-owalnym, wysklepionym, ku tyłowi i przodowi stopniowo zwężonym ciele długości od 1,19 do 1,24 mm i szerokości od 0,81 do 0,84 mm. Obrys ciała jest szerszy niż u podobnego N. niger. Ubarwienie ma brązowe z żółtobrązowymi: przednią i bocznymi krawędziami przedplecza, narządami gębowymi i odnóżami; na pokrywach brak jaśniejszych plam. Powierzchnia przedplecza jest błyszcząca. Punktowanie powierzchni pokryw jest drobne, wyraźnie delikatniejsze niż u podobnego N. niger.
Owad nearktyczny, endemiczny dla południowo-zachodnich Stanów Zjednoczonych. Znany jest z Salidy w hrabstwie Chaffee w Kolorado oraz z leżącej na terenie hrabstwa Coconino w Arizonie części Parku Narodowego Wielkiego Kanionu.